# Liste der Baudenkmäler in Detmold-Heidenoldendorf
Die Liste der Baudenkmäler in Detmold-Heidenoldendorf enthält die denkmalgeschützten Bauwerke auf dem Gebiet von Detmold-Heidenoldendorf in Nordrhein-Westfalen (Stand: September 2024). Diese Baudenkmäler sind in der Denkmalliste der Stadt Detmold eingetragen; Grundlage für die Aufnahme ist das Denkmalschutzgesetz Nordrhein-Westfalen (DSchG NRW).
| Bild                              | Bezeichnung                                        | Lage                              | Beschreibung | Bauzeit | Eingetragen seit   | Denkmal- nummer |
| --------------------------------- | -------------------------------------------------- | --------------------------------- | ------------ | ------- | ------------------ | --------------- |
| Fachwerkbauernhaus                | Fachwerkbauernhaus                                 | Am Heidenbach 5 Karte             |              |         | 21. Dezember 1983  | 036             |
| Vierständer-Fachwerkhaus          | Vierständer-Fachwerkhaus                           | Am Heidenbach 6 Karte             |              |         | 5. März 1985       | 075             |
| Dreiständerfachwerkhaus           | Dreiständerfachwerkhaus                            | Am Heidenbach 26A Karte           |              |         | 18. März 1986      | 152             |
| Fachwerk-Zweiständerbau           | Fachwerk-Zweiständerbau                            | Bielefelder Straße 250 Karte      |              |         | 9. Juli 1986       | 175             |
| Bruchsteinbauernhaus              | Bruchsteinbauernhaus                               | Landertweg 36 Karte               |              |         | 5. Oktober 1989    | 321             |
| Fachwerkscheune                   | Fachwerkscheune                                    | Hiddeser Straße 20A Karte         |              |         | 27. Februar 1991   | 372             |
| Wohn- und Geschäftshaus           | Wohn- und Geschäftshaus                            | Am Heidenbach 1 Karte             |              |         | 4. September 1991  | 387             |
| Dreiständer-Fachwerkhaus von 1841 | Dreiständer-Fachwerkhaus von 1841                  | Auf dem Krähenberg 15A Karte      |              | 1841    | 15. Dezember 1997  | 533             |
| weitere Bilder                    | Bruchsteinbauernhaus                               | Am Heidenbach 2 Karte             |              |         | 14. November 2006  | 624             |
| ehemaliges Bauernhaus             | ehemaliges Bauernhaus                              | Hiddeser Straße 27 Karte          |              | 1820    | 10. Dezember 2012  | 690             |
| ehemaliges Bauernhaus             | ehemaliges Bauernhaus                              | Am Heidenbach 20 Karte            |              | 1810    | 28. Februar 2013   | 691             |
| weitere Bilder                    | Mauer mit Fragmenten einer Kapelle und Grabsteinen | Hiddeser Straße / Im Winkel Karte |              | 1671    | 28. Februar 2017   | 714             |
| weitere Bilder                    | Kirchengebäude mit Freiraum                        | Hiddeser Straße Karte             |              | 1958    | 18. September 2018 | 720             |
| weitere Bilder                    | Friedhofskapelle auf dem Waldfriedhof Kupferberg   | Plantagenweg 151 Karte            |              | 1959    | 28. Februar 2022   | 730             |

- Karte mit allen Koordinaten:
- OSM |
- WikiMap